# Мадс Енггор
Мадс Енггор (дан. Mads Enggård, нар. 20 січня 2004, Сількеборг, Данія) — данський футболіст, півзахисник норвезького клубу «Молде».

## Ігрова кар'єра

### Клубна
Мадс Енггор пройшов через всі юнацькі команди данського клубу «Раннерс». 27 листопада 2020 року у віці 16 років Енггор дебютував в першій команді, коли вийшов на поле у кубковому матчі. У тому сезоні футболіст зіграв ще у кількох матчах національного Кубка.
У сезоні 2021/22 почався серьйозний прорив Енггора. Після матчу Ліги конференцій проти «Лестер Сіті», футболіст дебютував також у матчах чемпіонату країни.
Перший трирічний контракт з клубом Енггор підписав у серпні 2022 року. Через рік контракт продовжили до літа 2027 року. В ході сезону 2023/24 Енггор став основним гравцем команди в чемпіонаті Данії.
У серпні 2024 року Мадс Енггор перейшов до норвезького «Молде», уклавши з клубом угоду до літа 2028 року. Першу офіційну гру в новій команді футболіст провів 22 серпня 2024 року, коли вийшов на другий тайм у матчі Ліги Європи проти шведського «Ельфсборга».

### Збірна
У листопаді 2023 року Мадс Енггор почав свої виступи у складі молодіжної збірної Данії.

## Титули і досягнення
- Володар Кубка Данії (1):

«Раннерс»: 2020-21